# Luigi di Brézé
Luigi di Brézé, (in lingua francese Louis de Brézé), conte di Maulevrier e visconte di Bec-Crespin, fu Gran Siniscalco e governatore della Normandia (1463 – Anet, 13 luglio 1531), è stato un nobile francese.

## Biografia
Nato nel 1463, era figlio di Giacomo di Brézé, Gran Siniscalco di Normandia, e di Carlotta di Valois, figlia a sua volta di Agnese Sorel e di Carlo VII di Francia: discendente quindi, in linea illegittima, di un re di Francia.

Arma dei Brézé

Nacque con un fisico sgraziato, essendo notevolmente gobbo. 
Era una persona influente a corte, ed era stato nominato Gran Siniscalco di Normandia e Gran cacciatore di Francia. 
Nel 1523, sventò un complotto contro il re Francesco I. Non sapeva che in quel momento suo suocero, Jean de Poitiers, signore di Saint-Vallier, era tra i congiurati. Jean de Poitiers era stato condannato a morte per questo, ma venne graziato dal re, perché non era coinvolto direttamente.
Appoggiò il matrimonio del principe Enrico con la nipote del Papa, Caterina de' Medici.

## Matrimoni

### Primo Matrimonio
Nel 1480 sposò Catherine de Dreux.

### Secondo Matrimonio

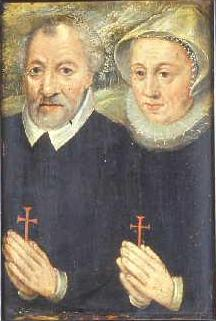
Louis de Brézé e Diana di Poitiers in preghiera

Sposò, il 29 marzo 1515, Diana di Poitiers, che sarebbe in seguito divenuta la favorita di Enrico II di Francia. 
Sebbene Louis fosse molto più anziano di lei, i due ebbero un matrimonio felice fino alla morte di lui.. 
Da Diana, Luigi ebbe due figlie:
- Françoise di Brézé (1515-14 gennaio 1577): sposò Roberto IV de la Mark, duca di Bouillon, ebbero nove figli;
- Louise di Brézé (1521-1577): sposò Claudio di Guisa, duca di Aumale, ebbero undici figli.

## Morte
Morì nel 1531. 
La sua salma venne inumata nella cappella della Vergine della Cattedrale di Rouen. La sua tomba, in alabastro e marmo bianco, potrebbe essere opera di Jean Goujon.